# Joost Klein
Joost Klein (Leeuwarden, 10 de novembre de 1997), també conegut com a Joost, és un raper, escriptor i antic youtuber neerlandès. És conegut sobretot per les seves cançons (Scandinavian Boy), (Wachtmuziek), (Friesenjung) i (Europapa), i els seus àlbums M van Marketing amb Donnie, Albino i 1983.
Representarà els Països Baixos al Festival de la Cançó d'Eurovisió 2024 a Malmö, Suècia.

## Primera vida
Klein va créixer amb els seus pares al poble frisó de Britsum. A l'edat d'onze anys va perdre el seu pare de càncer i un any més tard la seva mare. El seu germà se'n va ocupar. El 2008, va iniciar un canal de YouTube amb el nom d'EenhoornJoost. Per a l'escola secundària, va anar al Stedelijk Gymnasium a Leeuwarden, però finalment va abandonar.

## Carrera
Fins al 2016, Klein va crear vídeos de YouTube amb el nom d'EenhoornJoost. Els seus vídeos van des d'esbossos fins a mini-documentals. Actualment, Klein només penja videoclips musicals a YouTube. La majoria dels seus vídeos antics s'han suprimit des de llavors, però alguns encara es poden veure. Actualment, Klein té més de 225.000 subscriptors i els seus vídeos s'han vist més de 23 milions de vegades.
"Bitches" va ser el primer senzill de Klein que arribaria a un milió de visualitzacions a YouTube. Va signar breument a TopNotch el 2017 i el 2018, però finalment Klein va decidir muntar el seu propi segell discogràfic, Albino Records. El 20 d'octubre de 2017, Klein va llançar el seu mixtape Scandinavian Boy. Va llançar el seu senzill "Meeuw" (Gavina) el 21 de març de 2018. Un mes després, seguiria el senzill "Ome Robert" ('Oncle Robert').
El 3 d'agost de 2018, Klein va llançar l'àlbum M van Marketing juntament amb un altre raper neerlandès, Donnie. L'àlbum consta d'11 cançons, com ara "Estocolm", "Domme Patta", "Leipe Denni " i "Vogel op de Hek". Per promocionar l'àlbum, el duet va organitzar una actuació única anomenada Viraal in Carré al Royal Theatre Carré d'Amsterdam.
El 2023, Klein va anotar el seu primer èxit a Alemanya amb el senzill "Friesenjung", una col·laboració amb el raper alemany Ski Aggu i una adaptació d'una cançó del còmic de la Frisia oriental Otto Waalkes. La cançó va assolir el primer lloc del Top 100 de singles alemanys. Aquell mateix any, Klein va expressar el seu interès a representar els Països Baixos al Festival de la Cançó d'Eurovisió 2024 a Malmö, Suècia. El programa de ràdio NPO 3FM VoorAan de PowNed va llançar una petició en un intent d'aconseguir aquest objectiu. L'11 de desembre de 2023, AVROTROS va anunciar que Klein havia estat seleccionat com a representant dels Països Baixos per al concurs.

## Discografia

### Àlbums d'estudi
| Títol                               | Detalls de l'àlbum                                                                                    | Posicions màximes dels gràfics | Posicions màximes dels gràfics |
| Títol                               | Detalls de l'àlbum                                                                                    | NLD                            | BEL (Fl)                       |
| ----------------------------------- | --- | ------------------------------ | ------------------------------ |
| Dakloos                             | - Publicació: 1 de juny de 2016 - Etiqueta: Fet - Formats: Descàrrega digital, streaming              | —                              | —                              |
| Scandinavian Boy                    | - Publicació: 20 d'octubre de 2017 - Etiqueta: Fet - Formats: Descàrrega digital, streaming           | 12                             | 121                            |
| M van Marketing                     | - Publicació: 3 d'agost de 2018 - Etiqueta: Fet - Formats: Descàrrega digital, streaming              | 10                             | 79                             |
| Albino                              | - Publicació: 18 de gener de 2019 - Segell: Albino Sports - Formats: Descàrrega digital, streaming    | 5                              | 43                             |
| 1983                                | - Publicació: 15 de novembre de 2019 - Segell: Albino Sports - Formats: Descàrrega digital, streaming | 18                             | 25                             |
| Joost Klein 7                       | - Publicat: 24 d'abril de 2020 - Segell: Albino Sports - Formats: Descàrrega digital, streaming       | —                              | 14                             |
| Albino Sports, vol. 1 (amb Brunzyn) | - Publicat: 1 d'abril de 2021 - Segell: Albino Sports - Formats: Descàrrega digital, streaming        | —                              | 70                             |
| Frislân                             | - Publicat: 30 de setembre de 2022 - Segell: Albino Sports - Formats: Descàrrega digital, streaming   | 2                              | 5                              |

### Singles
| Solter                   | Curs | Posicions màximes dels gràfics | Posicions màximes dels gràfics | Posicions màximes dels gràfics | Posicions màximes dels gràfics | Posicions màximes dels gràfics | Posicions màximes dels gràfics | Àlbum o EP            |
| Solter                   | Curs | NLD                            | AUT                            | BEL (Fl)                       | GER                            | SWE                            | SWI                            | Àlbum o EP            |
| ------------------------ | ---- | ------------------------------ | ------------------------------ | ------------------------------ | ------------------------------ | ------------------------------ | ------------------------------ | --------------------- |
| "Feminist on da Block"   | 2017 | —                              | —                              | —                              | —                              | —                              | —                              | Single sense àlbum    |
| "Meeuw"                  | 2018 | —                              | —                              | —                              | —                              | —                              | —                              | Albino                |
| "Ome Robert"             | 2018 | —                              | —                              | —                              | —                              | —                              | —                              | Albino                |
| "Parmezaan & Linkerbaan" | 2018 | —                              | —                              | —                              | —                              | —                              | —                              | M van Màrqueting      |
| "Chubby"                 | 2018 | —                              | —                              | —                              | —                              | —                              | —                              | Single sense àlbum    |
| "Glaassie Water"         | 2018 | —                              | —                              | —                              | —                              | —                              | —                              | Single sense àlbum    |
| "Buurman"                | 2019 | —                              | —                              | —                              | —                              | —                              | —                              | 1983                  |
| "Absurd"                 | 2019 | —                              | —                              | —                              | —                              | —                              | —                              | Sengles sense àlbum   |
| "Midlife Crisis"         | 2019 | —                              | —                              | —                              | —                              | —                              | —                              | Sengles sense àlbum   |
| "Joost Klein 2"          | 2019 | —                              | —                              | —                              | —                              | —                              | —                              | 1983                  |
| "Mayo, No Fries!"        | 2020 | —                              | —                              | —                              | —                              | —                              | —                              | Joost Klein 7         |
| "Ham?"                   | 2020 | —                              | —                              | —                              | —                              | —                              | —                              | Joost Klein 7         |
| "Ik will je"             | 2020 | —                              | —                              | —                              | —                              | —                              | —                              | Sengles sense àlbum   |
| "Hola Nederland"         | 2020 | —                              | —                              | —                              | —                              | —                              | —                              | Sengles sense àlbum   |
| "Gewoon goed"            | 2021 | —                              | —                              | —                              | —                              | —                              | —                              | Albino Sports, vol. 1 |
| "Albino Sports Anthem"   | 2021 | —                              | —                              | —                              | —                              | —                              | —                              | Albino Sports, vol. 1 |
| "Fok de blok"            | 2021 | —                              | —                              | —                              | —                              | —                              | —                              | Single sense àlbum    |
| "Papa en Mama"           | 2021 | —                              | —                              | —                              | —                              | —                              | —                              | Frislân               |
| "Wachtmuziek"            | 2022 | —                              | —                              | —                              | —                              | —                              | —                              | Frislân               |
| "Florida 2009"           | 2022 | —                              | —                              | —                              | —                              | —                              | —                              | Frislân               |
| "Rookpauze 2"            | 2022 | —                              | —                              | —                              | —                              | —                              | —                              | Sengles sense àlbum   |
| "Normalje Bass"          | 2023 | —                              | —                              | —                              | —                              | —                              | —                              | Sengles sense àlbum   |
| "Bruder + Schwester"     | 2023 | —                              | —                              | —                              | —                              | —                              | —                              | Sengles sense àlbum   |
| "Friesenjung"            | 2023 | 47                             | 1                              | —                              | 1                              | 100                            | 7                              | Sengles sense àlbum   |
| "Groom groot"            | 2023 | 96                             | —                              | —                              | —                              | —                              | —                              | Sengles sense àlbum   |

### Altres cançons classificades
| Títol              | Curs | Posicions màximes dels gràfics | Posicions màximes dels gràfics | Àlbum o EP       |
| Títol              | Curs | NLD                            | Consell BEL (Fl)               | Àlbum o EP       |
| ------------------ | ---- | ------------------------------ | ------------------------------ | ---------------- |
| "Scandinavian Boy" | 2017 | 77                             | —                              | Scandinavian Boy |
| "Albino"           | 2019 | —                              | 30                             | Albino           |
| "Bus gemist"       | 2019 | —                              | —                              | Albino           |
| "Fryslân Bop"      | 2022 | 60                             | —                              | Frislân          |